# Shegoftī
Shegoftī (persiska: شگفتی) är en ort i Iran.   Den ligger i provinsen Västazarbaijan, i den nordvästra delen av landet, 700 km nordväst om huvudstaden Teheran. Shegoftī ligger 1 728 meter över havet och antalet invånare är 307.
Terrängen runt Shegoftī är huvudsakligen kuperad, men åt sydväst är den bergig. Shegoftī ligger nere i en dal.Runt Shegoftī är det ganska tätbefolkat, med 75 invånare per kvadratkilometer. Närmaste större samhälle är Kāpūt, 7,5 km väster om Shegoftī. Trakten runt Shegoftī består i huvudsak av gräsmarker.